# Teatro Fru Fru
El Teatro Fru Fru es un teatro de la Ciudad de México. Se inauguró el 1 de enero de 1899 con el nombre Teatro Renacimiento. En 1973 se reinauguró con su nombre actual. Se ubica en el número 24 de la calle Donceles, en el Centro Histórico de la Ciudad de México. 

## Historia
El recinto fue inaugurado el 1 de enero de 1899. Se cuenta que a la inauguración acudió el entonces presidente de México Porfirio Díaz. Pero en 1906, el teatro es adquirido por el empresario Francisco Cardona, quién decide rebautizarlo con el nombre de su esposa, la legendaria actriz y empresaria teatral mexicana Virginia Fábregas.  En esa época resultó toda una novedad, pues fue el primer teatro de la capital mexicana en poseer alumbrado eléctrico. 
El teatro vivió un periodo de esplendor a principios de siglo. Pero en 1933, el teatro comenzó a perder su esplendor y cambió su nombre a Teatro Mexicano. Sin embargo, debido a cuestiones desconocidas, el teatro se mantuvo cerrado durante varios años y estuvo a punto de ser demolido.
En 1973, el teatro fue adquirido y remodelado por la actriz y cantante mexicana Irma Serrano La Tigresa. La actriz afirma haber adquirido el inmueble en una subasta de la cementera Anáhuac. Con una importante inversión, Serrano reactivó el teatro bautizándolo con el nombre actual. El teatro se inauguró con el polémico montaje teatral Naná, basado en la novela homónima de Emile Zola, y producida y protagonizada por Serrano. La obra se mantuvo en cartelera con gran éxito durante un par de años.
A partir de ese momento, el teatro se convierte en el foro para una serie de controvertidas obras producidas y algunas también estelarizadas por La Tigresa. Entre ellas destacan montajes como Lucrecia Borgia (1977) o Yocasta Reina (1978), entre otras.
A principios de los 1980's, el teatro presentó el concepto conocido como Teatro de Medianoche, creado por el productor y director Pablo Leder, que montaba obras dirigidas a un público estrictamente adulto. Esta situación dio al teatro una fama de polémico y transgresor, aunque los montajes teatrales se destacaron por una gran calidad en producción. 
A fines de los 1980's, el teatro poco a poco deja de presentar obras de teatro. Durante la década de los 1990's, el recinto abrió sus puertas por ciertas temporadas como centro nocturno.
En 2003, el teatro reabre sus puertas al ser rentado por Serrano al empresario Enrique Vidal. Sin embargo, tras una serie de conflictos, el recinto cerró sus puertas por segunda ocasión.
Desde entonces, el recinto ha reabierto sus puertas para montajes teatrales de manera esporádica. En épocas recientes el recinto también ha fungido como espacio para eventos musicales de bandas y artistas como Víctimas del Doctor Cerebro, Natalia Lafourcade, The Dresden Dolls o Mon Laferte, entre otros.
Debido a su historia y peculiar estilo decorativo, el Teatro Fru Fru también ha servido como espacio para la grabación de videos musicales y películas tanto nacionales como extranjeras. De ellas destacan Cantinflas (2014) de Sebastián del Amo, Spectre (2014), de Sam Mendes y el videoclip Omen del dúo británico Disclosure.

## Leyendas
- En una de las galerías del recinto existió en los años 1970's y 1980's un cabaret conocido como La Cueva de La Tigresa, famoso por sus atrevidos shows de burlesque.

- En el lobby existe una estatua de lo que parece ser un demonio portando una pequeña charola. Según la tradición, los actores deben dejar un dulce como ofrenda para que sus obras no fracasen.[10]

- El recinto, debido a su antigüedad, peculiar arquitectura y decoración y polémica personalidad de Irma Serrano, su propietaria, ha sido objeto de numerosas leyendas y mitos que relatan sucesos paranormales dentro de sus puertas.[11]